# بريط هدبي
بريط هدبي (الاسم العلمي:Dipcadi ciliare) هو نوع من النباتات يتبع جنس البريط من الفصيلة الهليونية.